# Lina Nordquist
Lina Nordquist (1977) é uma política sueca. Desde 24 de setembro de  2018 Nordquist serve como membro do Riksdag em representação do círculo eleitoral do condado de Uppsala.